# هدرلید
هدرلیدها حیوانات اجتماعی منقرض شده با اسکلت بیرونی منشعب لوله کلسیتی هستند. آنها از سیلورین تا پرمین را شامل می‌شوند و در دوره دونین رایج‌ترین بودند. آنها بیشتر به عنوان "هدرلوئید" شناخته می‌شوند زیرا در ابتدا توسط باسلر که حدود ۱۳۰ گونه را توصیف کرد به عنوان یک زیرمجموعه تعریف شدند. اگرچه آنها به طور سنتی به عنوان خزه‌زیان در نظر گرفته می‌شدند، اما به وضوح به دلیل الگوهای انشعاب، فقدان گرادیان استوژنتیک، ریزساختار اسکلتی و طیف وسیعی از قطر لوله ها نیستند. کار بر روی ارزیابی قرابت واقعی هدرلویدها ادامه دارد، اما به نظر می‌رسد که آنها بیشترین ارتباط را با فورونیدها و سایر لوفوفورات‌ها دارند. 

## طبقه بندی
- خانواده Hederellidae
  - جنس Diversipora
  - جنس هدرلا
- خانواده Reptariidae
  - جنس سیستوپورلا
  - جنس هدروپسیس
  - جنس هرنودیا

## بیشتر خواندن
- Wilson, M. A.; Taylor, P. D. (2006). "Predatory drillholes and partial mortality in Devonian colonial metazoans". Geology. 34 (7): 565–568. Bibcode:2006Geo....34..565W. doi:10.1130/G22468.1.
- "Scientists Discover An Ancient Predator-Prey Relationship". College Of Wooster. 2006-07-13. Retrieved 2023-05-08.